# Grumman Widgeon
El Grumman G-44 Widgeon fue un avión hidrocanoa anfibio bimotor, que fue desarrollado por la empresa aeronáutica Grumman Aircraft Engineering Corporation en 1940 para uso militar y civil. El Widgeon, con 6 asientos, era el más pequeño de la familia de anfibios bimotores de Grumman, que incluía el Grumman Widgeon, el Grumman Goose, el Grumman Mallard y el Grumman Albatross. En 1949, la producción del avión Widgeon concluyó después de la fabricación de 276 aviones en la fábrica de Grumman en Nueva York y 41 aviones por la firma SCAN (Société de Construction Aéronavale) en La Rochelle, Francia.

## Diseño y desarrollo
En 1937, la compañía Grumman desarrolló el hidroavión anfibio conocido como el Grumman G-21 Goose. A causa de la popularidad del Goose, Grumman decidió en 1940 desarrollar una versión más pequeña, conocida como el Grumman G-44 Widgeon. El Goose tenía ocho asientos, el Widgeon seis. El Goose tenía dos motores de 450 hp cada uno, y el Widgeon dos de 200 hp unitarios.

### Super Widgeon

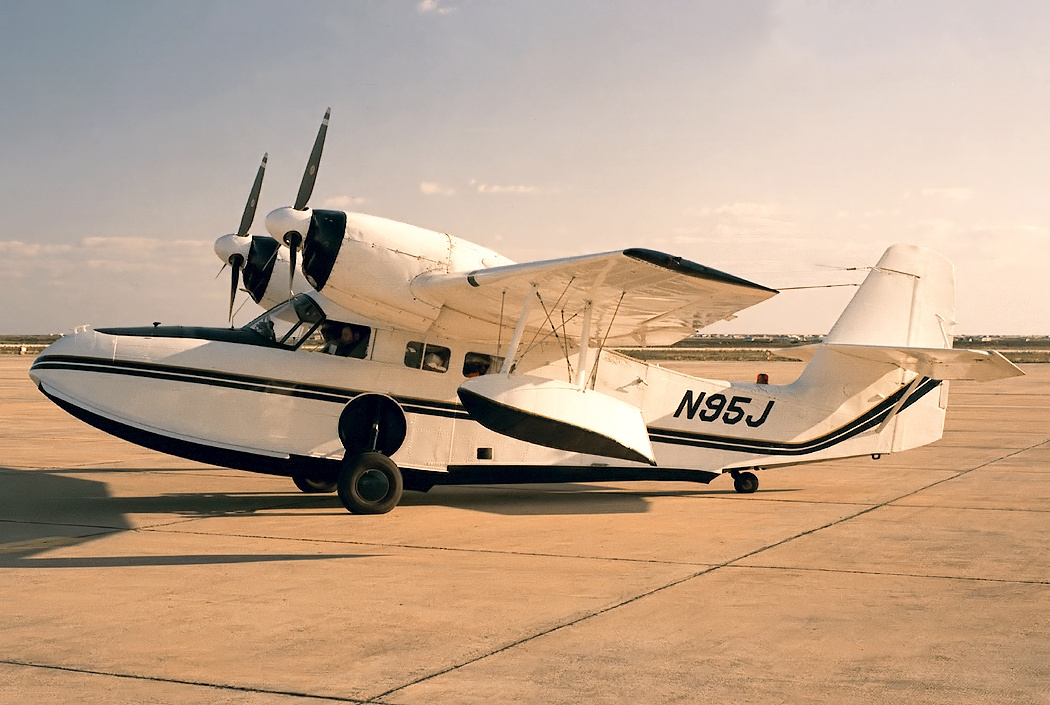
Grumman Super Widgeon en 1988.

En los años 60, la compañía McKinnon Enterprises desarrolló el “Super Widgeon” a partir de la conversión del Widgeon. El Super Wigeon tenía dos motores de 270 hp en lugar de los originales y hélices tripala en lugar de las bipala. Estos cambios incrementaron el rendimiento del avión significativamente.
| Características         | Widgeon                             | Super Widgeon                           |
| ----------------------- | ----------------------------------- | --------------------------------------- |
| Motores                 | 2x Ranger 6440C5 de 150 kW (200 hp) | 2x Lycoming GO480B1D de 200 kW (270 hp) |
| Hélices                 | bipala                              | tripala                                 |
| Velocidad máxima        | 257 km/h (139 kt)                   | 306 km/h (165 kt)                       |
| Velocidad de crucero    | 209 km/h (113 kt)                   | 282 km/h (152 kt)                       |
| Régimen de ascenso      | 1000 pies/min                       | 1750 pies/min                           |
| Peso en vacío           | 1470 kg (3240 lb)                   | 2052 kg (4525 lb)                       |
| Peso máximo al despegue | 1724 kg (3800 lb)                   | 2500 kg (5500 lb)                       |

### Legado
Todavía hay muchos aviones Widgeon que están volando cada día, sobre todo en el estado de Alaska en los Estados Unidos. Algunos están en museos por todo el mundo, como en el National Naval Aviation Museum (en Pensacola, Florida), el Museu do Ar (en Sintra, Portugal) y el Museu Aeroespacial (en Río de Janeiro, Brasil). Entre 1978 y 1984, millones de personas vieron el Widgeon cada semana en la serie de televisión estadounidense “La isla de la fantasía” donde el Widgeon fue utilizado para llevar huéspedes a “La isla”.
El éxito del Widgeon y otros aviones de Grumman llevó a la compañía a cotas aún más altas. En 1963, Grumman fue elegida para construir la nave espacial para llevar astronautas a la superficie de la Luna. Esta nave se llamó módulo lunar. Los primeros astronautas llegaron a la Luna en 1969 en una nave espacial Grumman. 

## Historia operacional

### Uso en la Segunda Guerra Mundial
Los primeros Widgeon fueron construidos para uso militar en la Segunda Guerra Mundial, siendo utilizado por la Armada de los Estados Unidos, donde se le designó J4F-2, y por las Fuerzas Aéreas del Ejército de los Estados Unidos, como OA-14.  La Guardia Costera de los Estados Unidos también usó el Widgeon, designado como J4F-1, para tareas antisubmarinas.
| Rama militar                                      | Modelo |
| ------------------------------------------------- | ------ |
| Guardia Costera de los Estados Unidos             | J4F-1  |
| Armada de los Estados Unidos                      | J4F-2  |
| Fuerzas Aéreas del Ejército de los Estados Unidos | OA-14  |

Durante la Segunda Guerra Mundial, quince Widgeon fueron proporcionados al Arma Aérea de la Flota, donde fue conocido como Gosling. En total, 176 Widgeon fueron construidos para los Aliados de la Segunda Guerra Mundial.

### Uso después de la Segunda Guerra Mundial

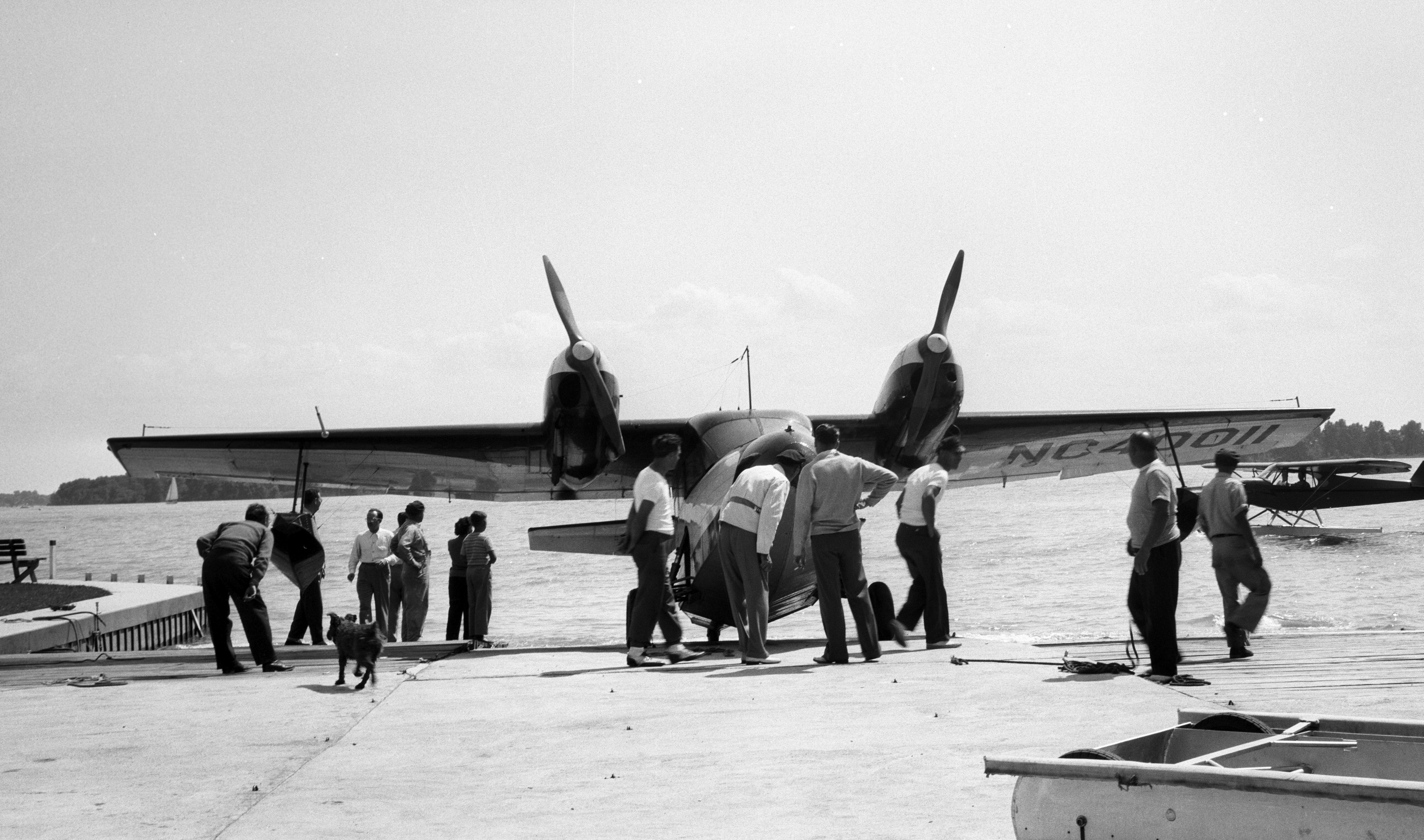
Grumman Widgeon llega a la Base de Hidroaviones Garland en el río Detroit en 1947.

Después de la Segunda Guerra Mundial, Grumman modificó el G-44 Widgeon para su uso civil. El nuevo modelo fue bautizado G-44A. Los G-44A fueron construidos en la fábrica de Grumman en Long Island, Nueva York, y también fueron construidos bajo licencia en Francia como SCAN 30. En 1949, la producción del Widgeon concluyó después de la fabricación de 317 aviones: 276 en la fábrica de Grumman en Nueva York y 41 por SCAN.

## Variantes

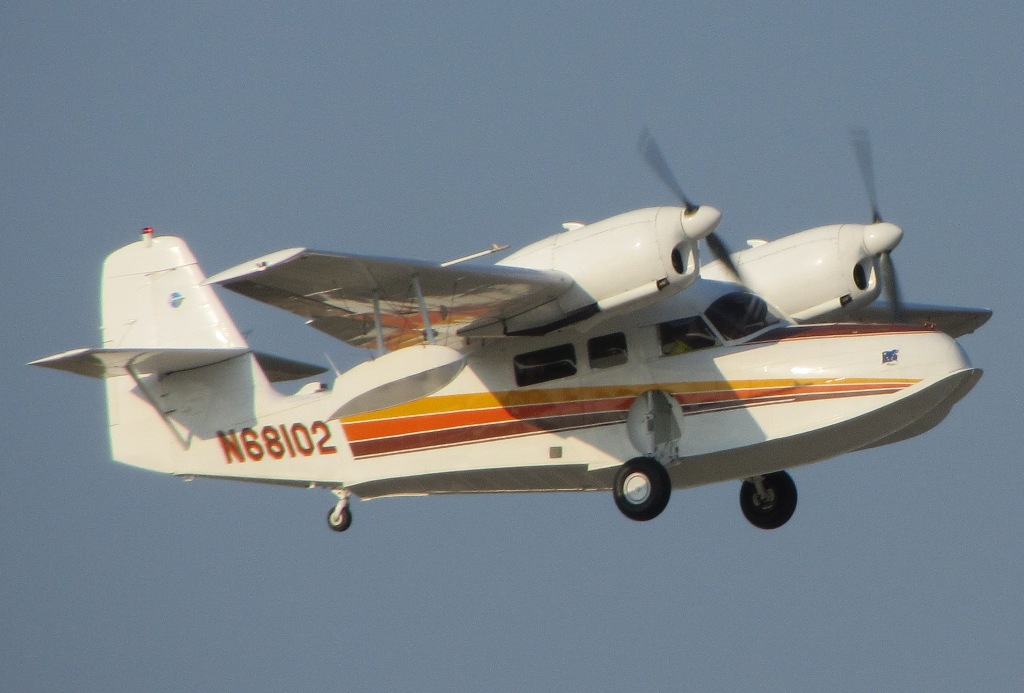
G-44 de 1945.

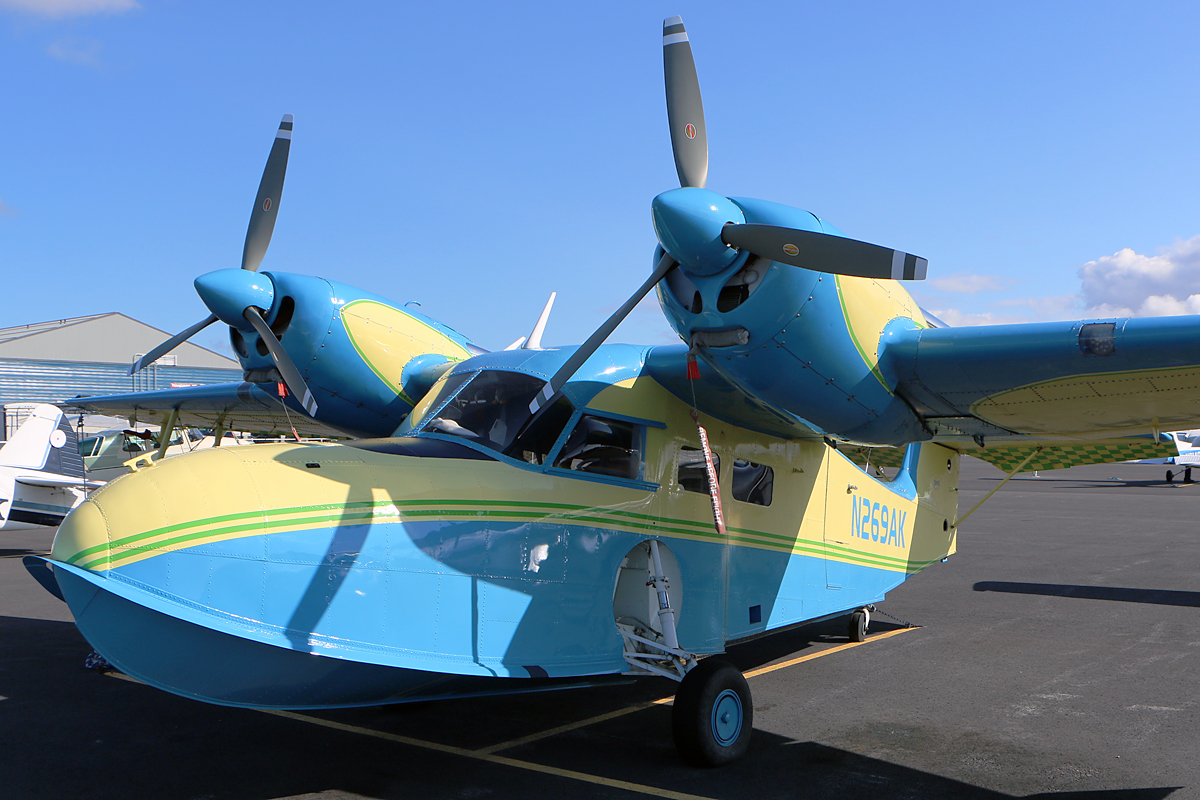
G-44A.

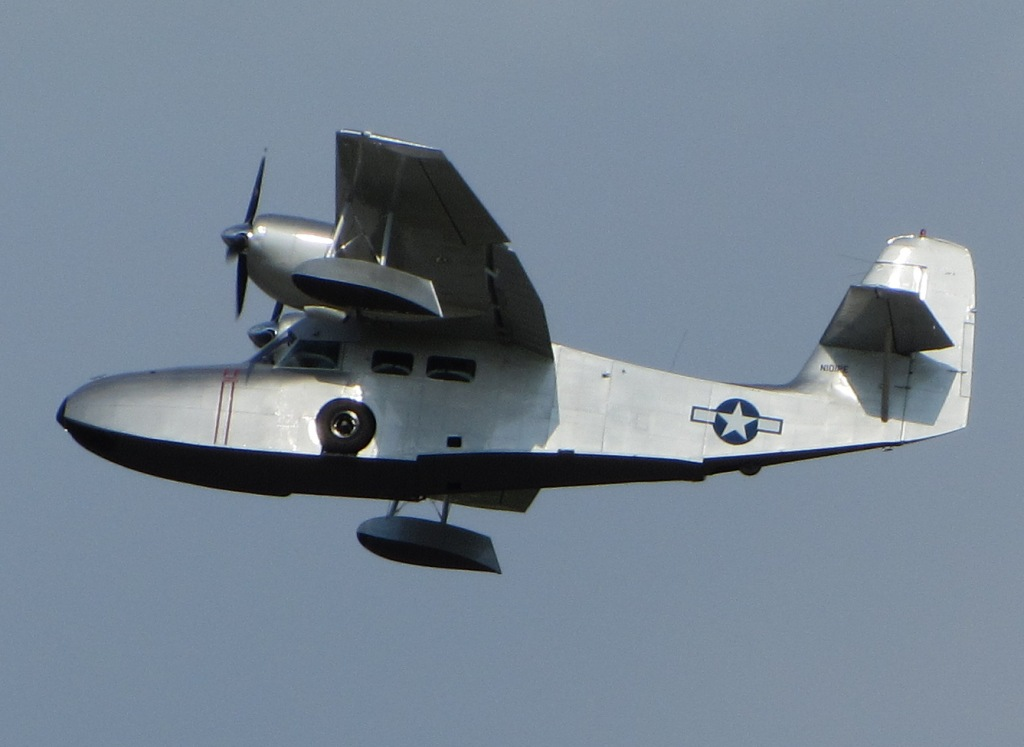
OA-14.

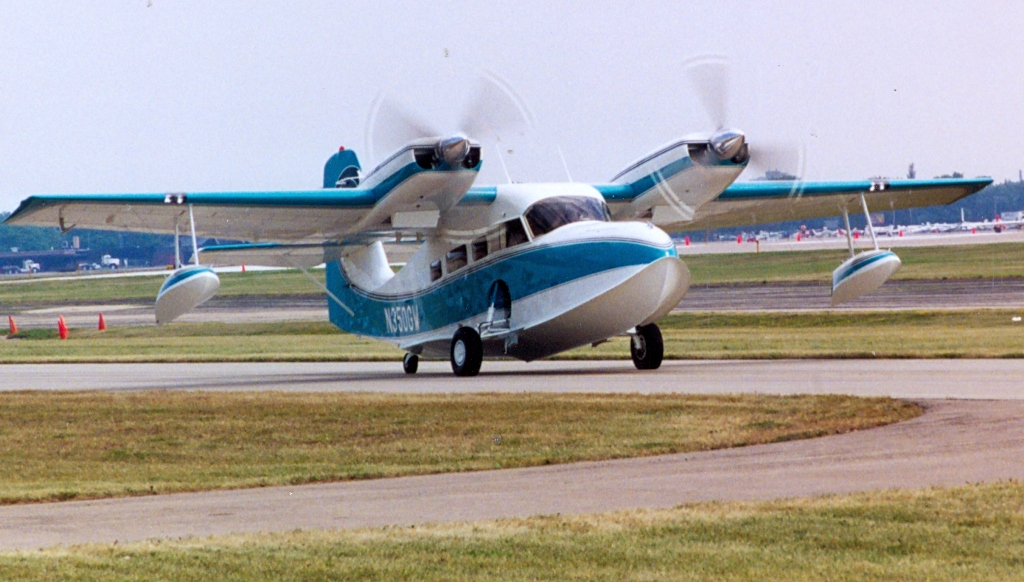
SCAN Type 30 de construcción francesa.

G-44
Versión de producción principal, 200 construidos (núm. de serie 1201–1400), incluyendo las versiones militares de la serie J4F enumeradas más abajo.
G-44A
Versión de producción mejorada de posguerra, con casco rediseñado, 76 construidos (núm. de serie 1401–1476).
J4F-1
G-44 para la Guardia Costera de los Estados Unidos con tres asientos, 25 construidos.
J4F-2
Versión del J4F-1 para la Armada de los Estados Unidos con interior de cinco asientos, 131 construidos.
OA-14
Quince G-44 requisados y puestos en servicio con las Fuerzas Aéreas del Ejército de los Estados Unidos.
OA-14A
Un avión más para el Cuerpo de Ingenieros.
Gosling I
Quince J4F-2 transferidos a la Marina Real, más tarde renombrados Widgeon I.
SCAN 30
G-44A construidos bajo licencia en Francia usando los estándares del Sistema Métrico y no anodizado como los originales construidos por Grumman, 41 construidos (núm. de serie 1–41).
PACE Gannet
Conversiones de S.C.A.N. 30 por la Pacific Aerospace Engineering Corporation, propulsadas por motores radiales Lycoming R-680-13 de 220 kW (300 hp). Más tarde conocidos como Gannet Super Widgeon.

## Operadores

### Militares
Brasil
- Fuerza Aérea Brasileña: operó 14 de 1942 a 1958.[5]

 Cuba
- Armada de Cuba: recibió cuatro en 1952.[6]

 Estados Unidos
- Cuerpo Aéreo del Ejército de los Estados Unidos
- Fuerzas Aéreas del Ejército de los Estados Unidos
- Guardia Costera de los Estados Unidos
- Armada de los Estados Unidos
- Patrulla Aérea Civil

 Israel
- Fuerza Aérea Israelí: operó dos de 1948 a 1949.[7]

 Portugal
- Marina portuguesa: operó 12 de 1942 a 1968.[8]

 Reino Unido
- Marina Real británica

 Tailandia
- Real Armada Tailandesa: operó cinco en 1951.[9]
- Real Fuerza Aérea Tailandesa: operó cinco de 1951 a 1956.[9]

 Uruguay
- Armada Nacional del Uruguay: operó un ejemplar de 1943 a 1979.[10]

### Civiles
Noruega
- Mørefly

 Nueva Zelanda
- Mount Cook Airline
- Sea Bee Air

## Supervivientes
Muchos Widgeon sobreviven en manos privadas en varios estados de restauración o almacenados. El avión continúa disfrutando de un considerable grado de popularidad como hidroavión, con muchos ejemplares volando todavía regularmente, aunque raramente en el circuito de los aviones de guerra.
- J4F-1, avión de la USCG con núm. de serie V212, National Naval Aviation Museum, Naval Air Station Pensacola, Florida.[11]
- SCAN 30 con núm. de serie 28 (matrícula CF-ODR), estaba en exhibición en el Canadian Warplane Heritage Museum en Mount Hope, Ontario, hasta que fue vendido a un particular en la Columbia Británica en 2014.[12]
- Dos en Portugal, no volables, ambos de la Marina portuguesa. Uno en exhibición en el Museu do Ar, matrícula 129. El otro en exhibición en el Museu de Marinha, matrícula 120, erróneamente etiquetado como 128.[13]
- G-44A (cn 1449) en exhibición en el Royal Thai Air Force Museum, Bangkok, Tailandia.[14]
- Ze plane! Ze plane! se puede ver en las escenas iniciales de la serie de televisión La isla de la fantasía, transportando huéspedes a la isla. Fue vendido en una subasta el 16 de abril de 2016[15] a un comprador no revelado.

## Especificaciones (G-44)

### Características generales
- Tripulación: Uno (piloto)
- Capacidad: Cuatro pasajeros
- Longitud: 9,5 m (31,1 ft)
- Envergadura: 12,2 m (40 ft)
- Altura: 3,5 m (11,4 ft)
- Superficie alar: 22,8 m² (245,4 ft²)
- Peso vacío: 1470 kg (3239,9 lb)
- Peso cargado: 2053 kg (4524,8 lb)
- Planta motriz: 2× motor en línea invertido de seis cilindros refrigerado por aire Ranger L-440-5.
  - Potencia: 150 kW (207 HP; 204 CV) cada uno.
- Hélices: 1× Bipala de paso fijo por motor.

### Rendimiento
- Velocidad máxima operativa (Vno): 246 km/h (153 MPH; 133 kt)
- Velocidad crucero (Vc): 222 km/h (138 MPH; 120 kt)
- Alcance: 1481 km (800 nmi; 920 mi)
- Techo de vuelo: 4500 m (14 764 ft)
- Régimen de ascenso: 3,6 m/s (709 ft/min)

### Armamento
- Bombas: 1x carga de profundidad de 90 kg (200 lb) en cometidos antisubmarinos

## Aeronaves relacionadas

### Desarrollos relacionados
- Grumman G-21 Goose

### Aeronaves similares
- Piaggio P.136

### Secuencias de designación
- Secuencia G-_ (interna de Grumman): ← G-41 - G-42 - G-43 - G-44 - G-45 - G-46 - G-47 -- G-71 - G-72 - G-73 - G-74 - G-75 - G-76 - G-77 →
- Secuencia J_F (Aviones Utilitarios de la Armada estadounidense, 1931-1955 (Grumman, 1931-1962)): JF - J2F - J3F - J4F
- Secuencia OA-_ (Aviones anfibios de observación del USAAC/USAAF, 1925-1948): ← OA-11 - OA-12 - OA-13 - OA-14 - OA-15 - SA-16